# Historia Filipowa

Herb Filipowa, nadany w 1570

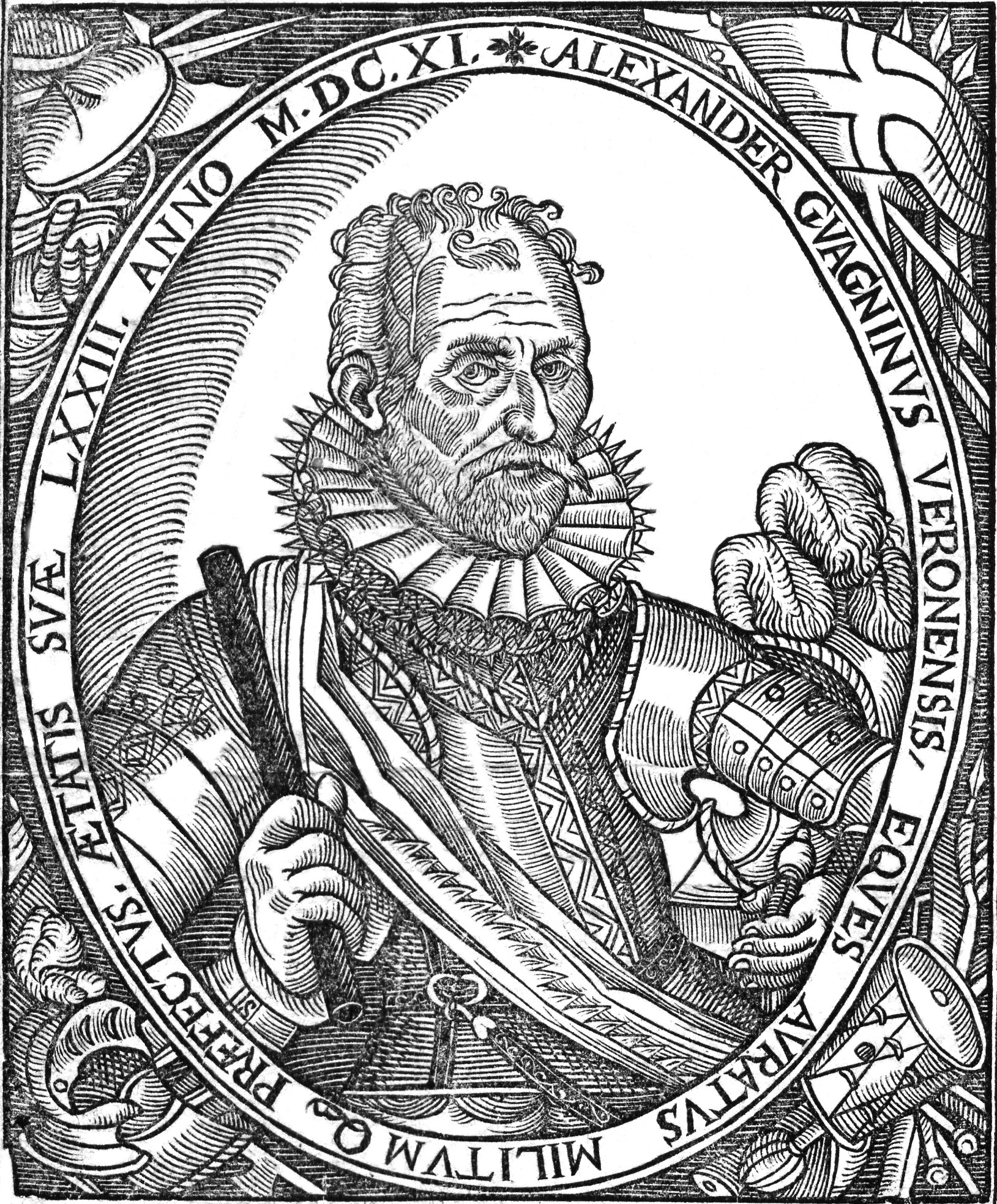
Aleksander Gwagnin, pierwszy starosta filipowski

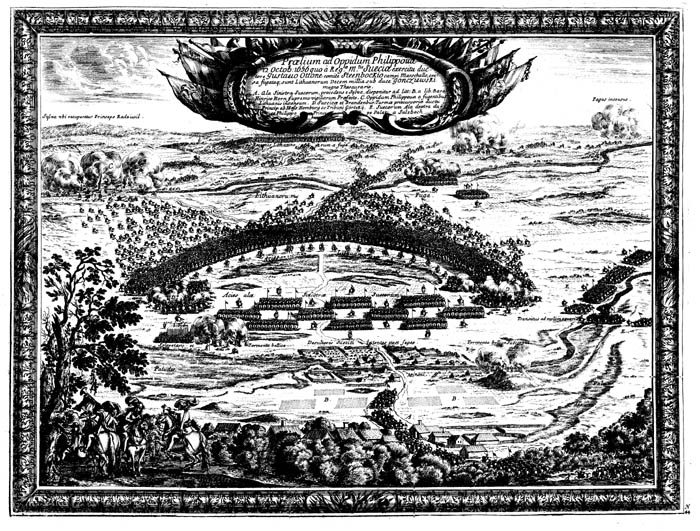
Bitwa pod Filipowem – grafika Erika Dahlbergha (XVII w.)

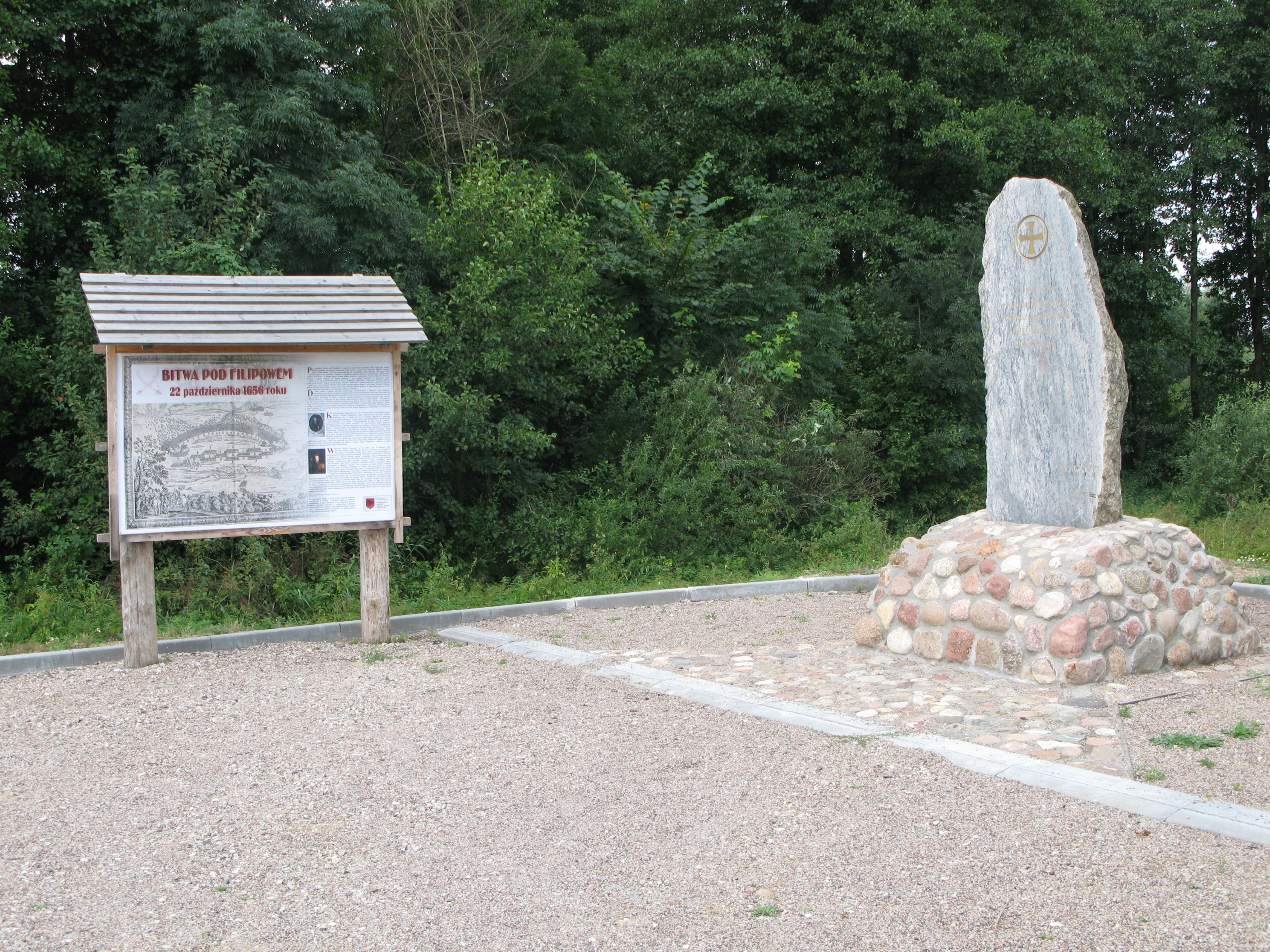
Pomnik bitwy pod Filipowem

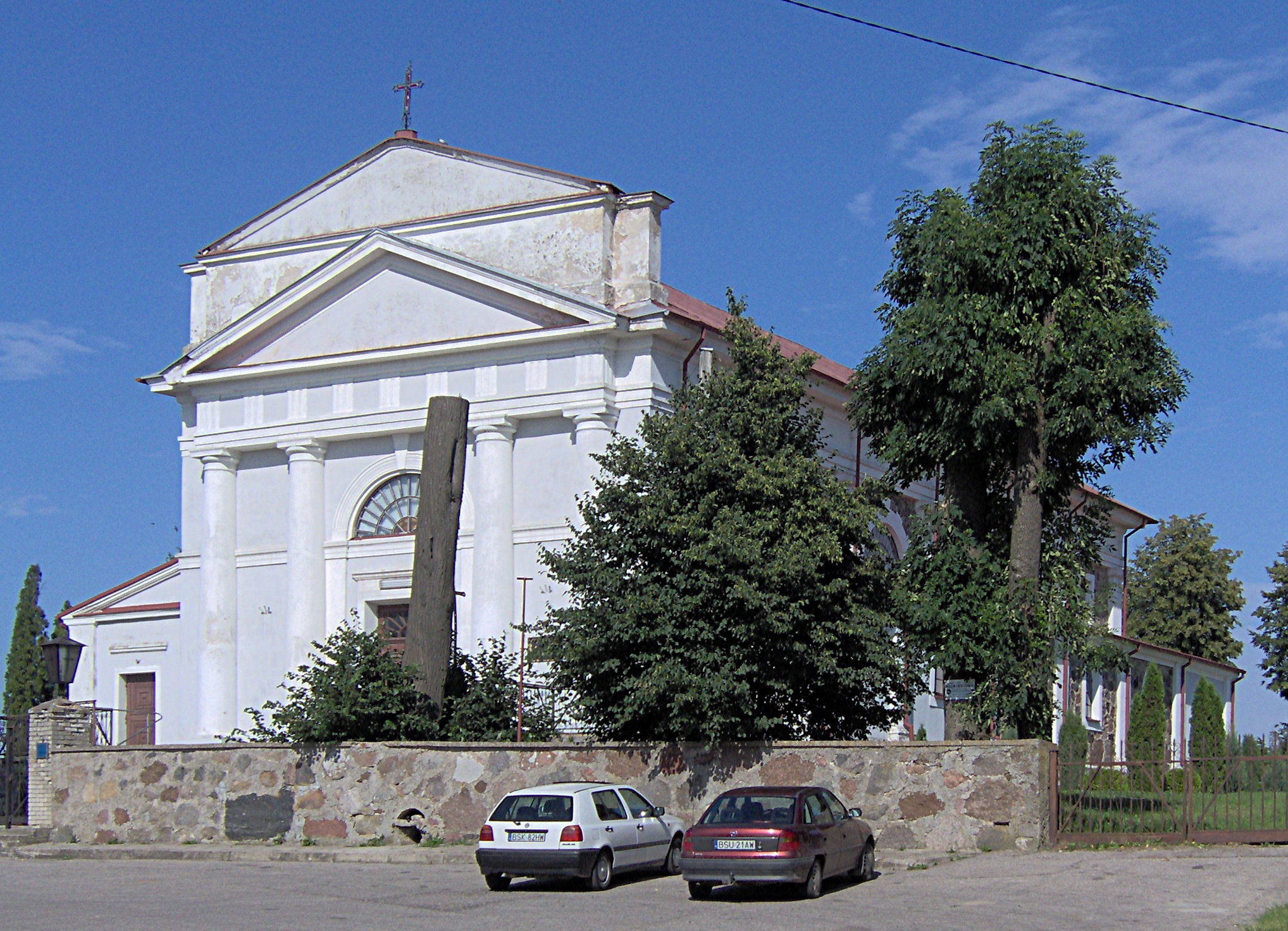
Kościół Wniebowzięcia Najświętszej Maryi Panny

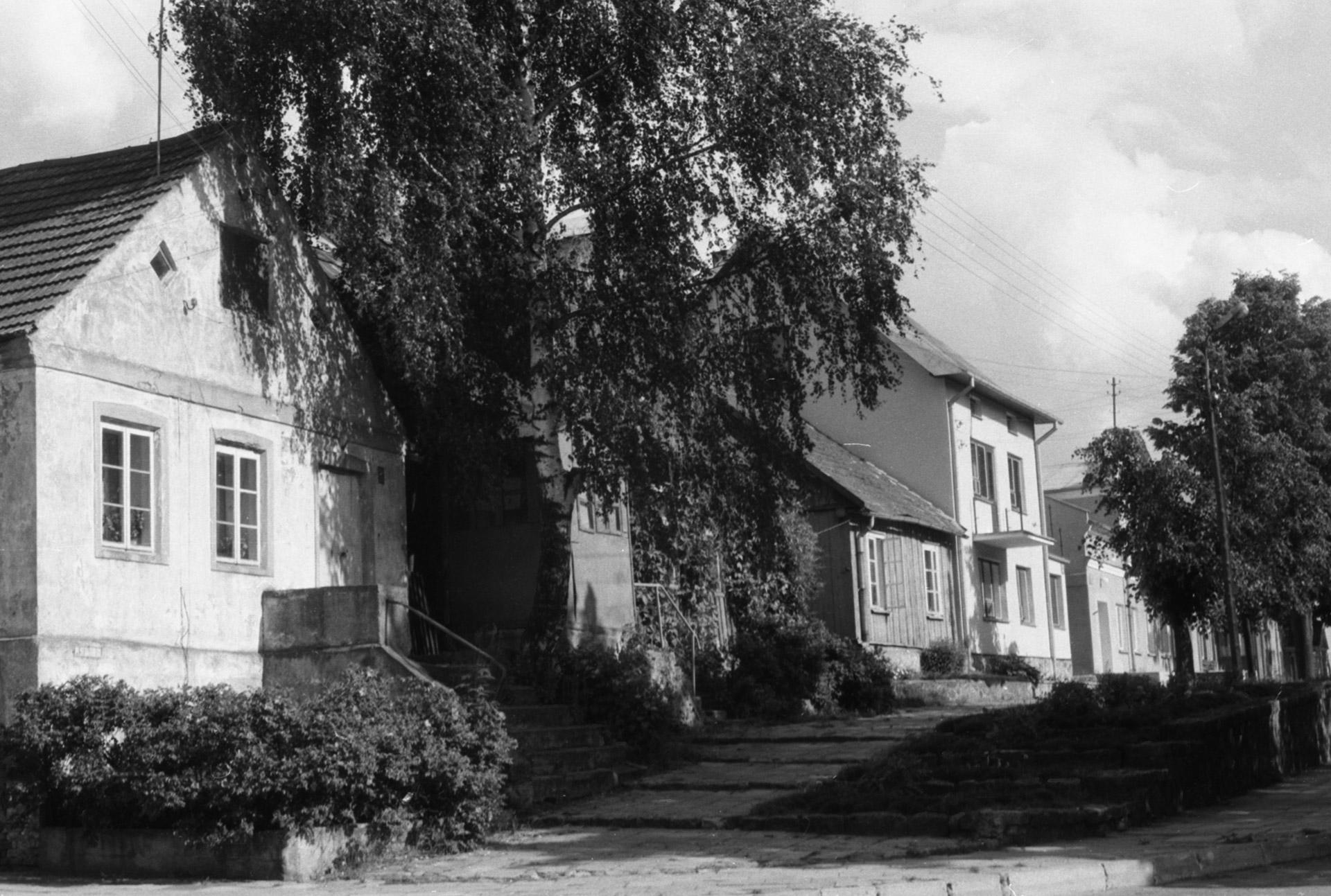
Wschodnia pierzeja Rynku (1988)

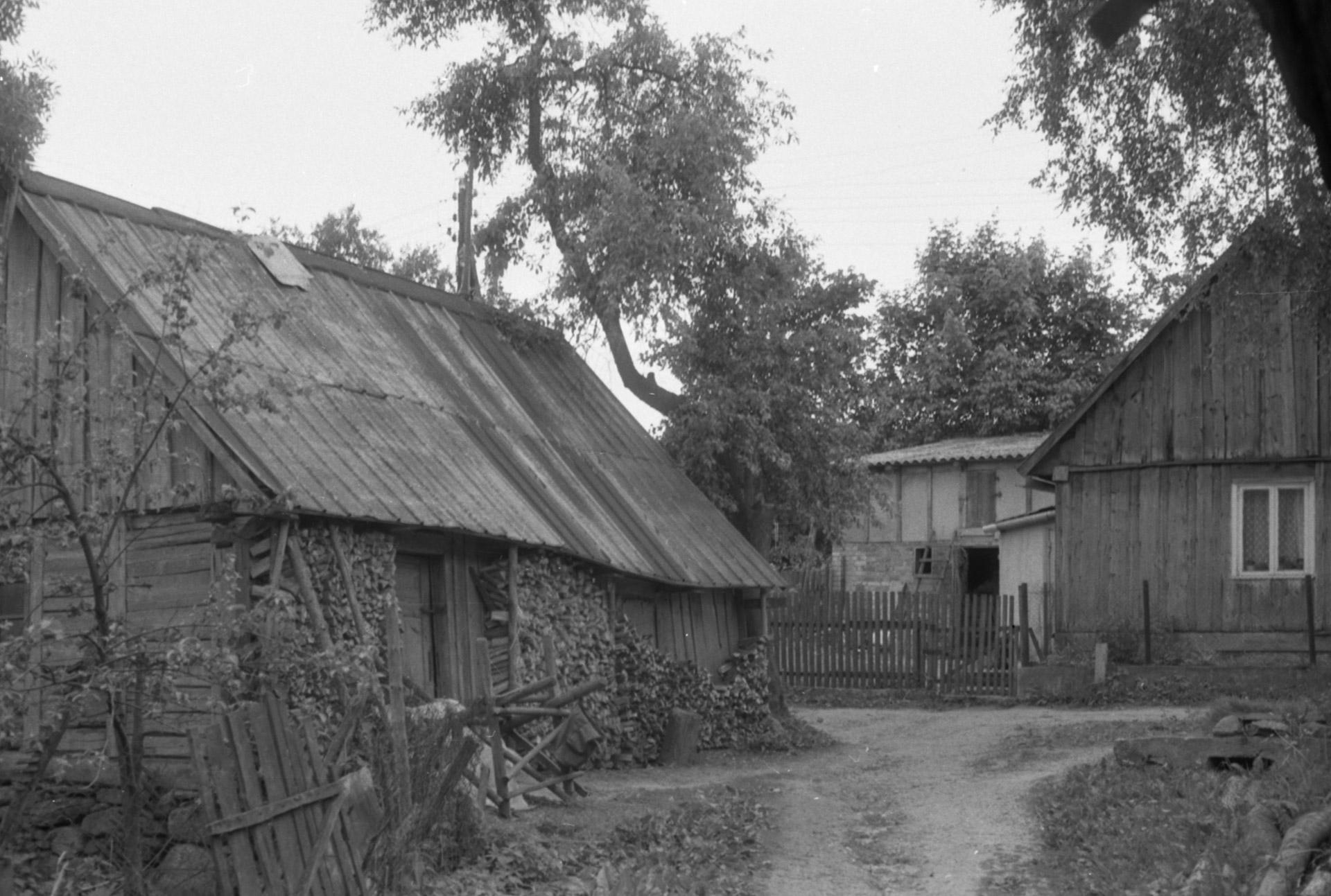
Drewniana zabudowa na peryferyjnej uliczce (1988)

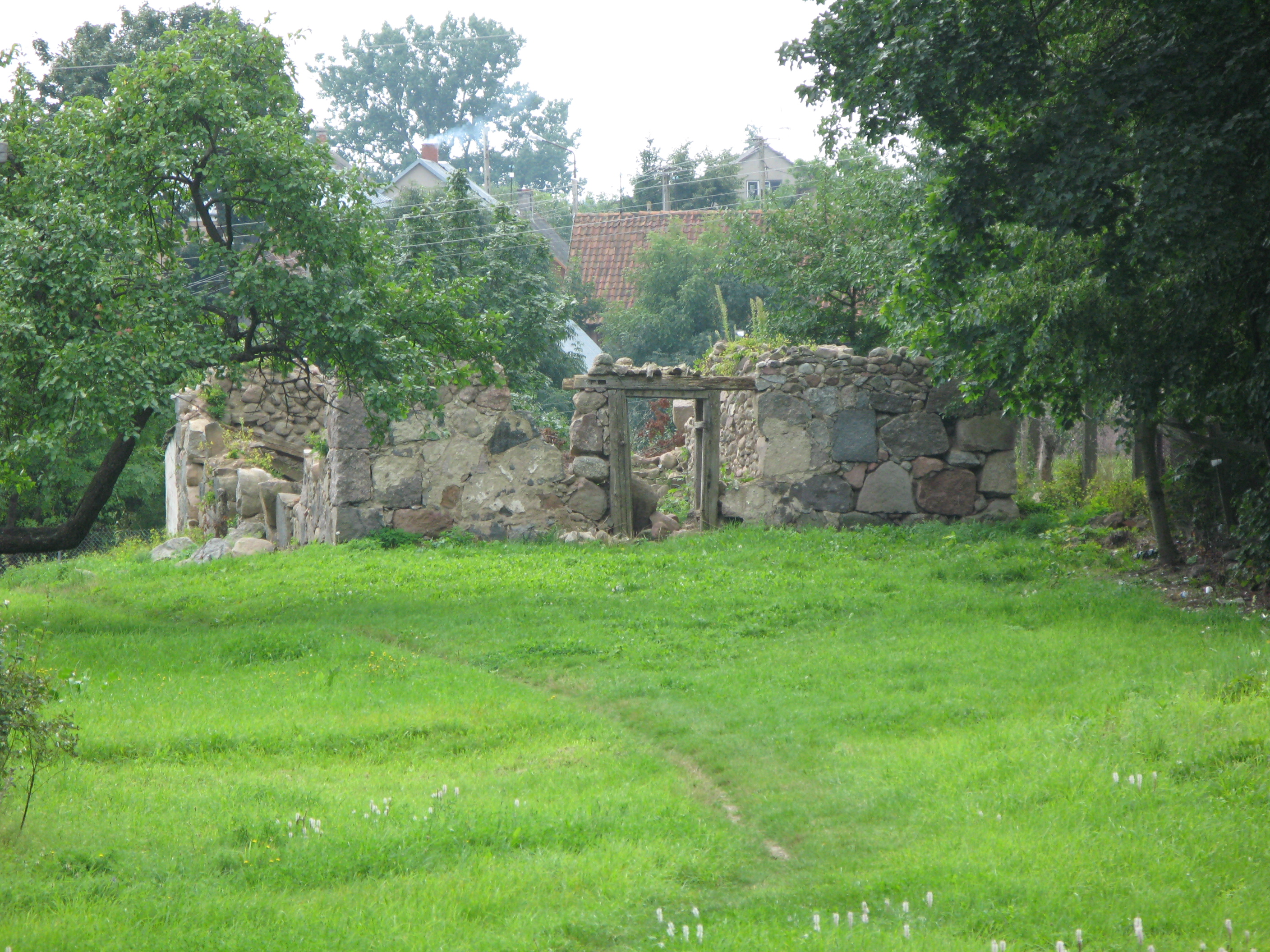
Ruina gospodarstwa parafii mariawitów

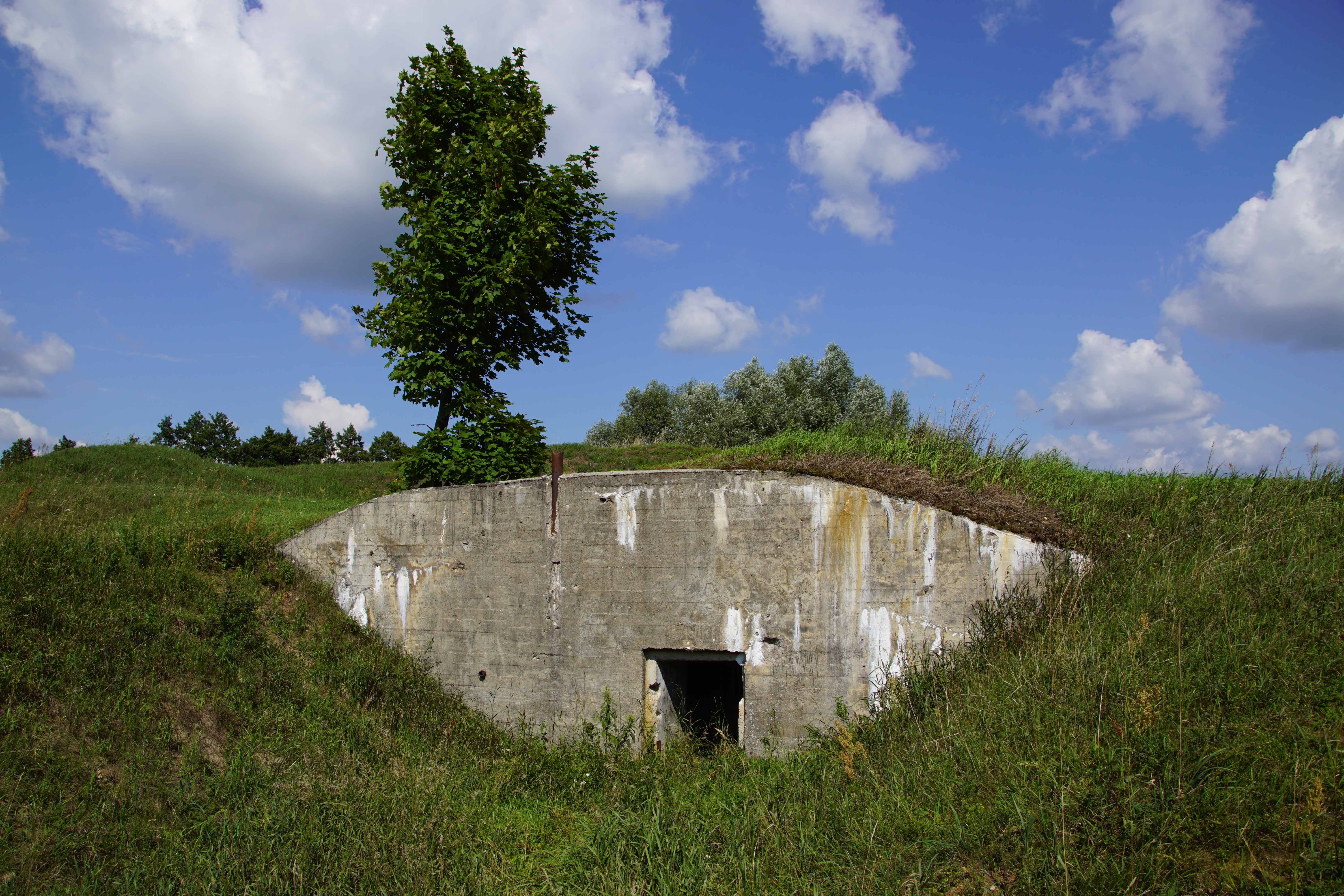
Schron bojowy

Historia Filipowa (pow. suwalski, woj. podlaskie) sięga początków XVI wieku, kiedy to powstały w miejscu przyszłego Filipowa dwie wsie. W 1570 Filipów uzyskał prawa miejsce, utracone w 1870. Obecnie miejscowość jest siedzibą gminy Filipów.

## Prehistoria
Około 3 km na południe od Filipowa znajduje się cmentarzysko kurhanowe położone na szczycie wału morenowego ciągnącego się wzdłuż jeziora Garbas w rejonie wsi Garbas Pierwszy . Datowane jest ono na okres wędrówki ludów (IV–VI/VII wiek) .

## I Rzeczpospolita
Filipów powstał z połączenia dawniejszych wsi Szembelewo i Dowspuda. Wioski te zostały założone w głębi puszczy pojaćwieskiej w początkach XVI wieku przez bojarów litewskich, braci Szembelów, którzy otrzymali nadanie tych ziem od Zygmunta Starego w 1513. Osady leżały naprzeciw siebie nad rzeką Filipówką w pobliżu jej ujścia do Rospudy. Szembelowie nie rozwinęli jednak szerszej akcji osadniczej i przed 1541 r. dobra wróciły do króla.
Filipów był jednym z pierwszych miast w tej części kraju. Prawa miejskie (tzw. magdeburskie) otrzymał w 1570 za panowania Zygmunta Augusta. Aczkolwiek miasto mogło być już założone w między rokiem 1562 a 1568.
Na mocy przywileju królewskiego miasto otrzymało:
- herb z przedstawieniem raka
- prawo do trzech jarmarków rocznie
- prawo do cotygodniowego targu (w każdy poniedziałek)
- zwolnienie mieszczan od opłat: prętowego, pomiernego i targowego. Dochód z tego ostatniego miał być przeznaczony na budowę ratusza.

Miasto otrzymało duży obszar, składający się z dawnych wsi Dowspuda i Szembelewo (56 włók), a także części puszczy do jezior Rospuda Filipowska, Jemieliste i rzeki Zusna. Według danych z 1578 do miasta należało 156 włók i 259 morgów. Rynek i siatkę ulic wytyczono na miejscu dawnej wsi Dowspuda, zaś wieś Szembelewo zlikwidowano. W mieście założono również kościół parafialny, który w 1571 otrzymał bogate uposażenie, m.in.: 6 włók, 4 place na poświątne, 1 na plebanię, 1 na karczmę, dziesięciny z miasta i wsi, prawo łowienia ryb 3 razy w tygodniu.
Po 1570 z miasta i okolic utworzono starostwo niegrodowe. Pierwszym znanym imiennie starostą był w latach 1574–1584 Aleksander Gwagnin, z pochodzenia Włoch, autor Kroniki sarmackiej. Możliwe też, że Gwagnin już w 1579, z powodu zaciągniętych długów, sprzedał starostwo Mikołajowi Bucelli, który to ofiarował starostwo swojej siostrze lub bratanicy Małgorzacie Lippi de Bucellis, żonie Krzysztofa Morsztyna (1522–1600) . Morsztyn objął starostwo w 1584 i sprawował urząd do 1600/1601. Następnym starostą w latach 1601–1623 był jego syn, również nazywający się Krzysztof Morsztyn. Według innych opracowań Krzysztof Morsztyn „starszy” nie był starostą filipowskim, zaś w 1584 starostwo objął od razu Krzysztof Morsztyn „młodszy” . W trakcie rządów Krzysztofa Morsztyna funkcję podstarościego pełnił Stanisław Wiszowaty, ojciec Andrzeja Wiszowatego . W 1623 Morsztyn, za zgodą króla, odstąpił starostwo Józefowi Korsakowi, który pełnił urząd do 1631 . Kolejnymi starostami filipowskimi byli m.in. Aleksander Buchowiecki, podkomorzy grodzieński, i jego syn, Krzysztof Buchowiecki, marszałek grodzieński i pułkownik.
W początkach istnienia miasta, z inicjatywy Mikołaja Bucelli i za aprobatą starosty Krzysztofa Morsztyna, założono w Filipowie pierwsze na dzisiejszej Suwalszczyźnie gimnazjum, zatwierdzone przez Stefana Batorego w 1585. Jako uposażenie gimnazjum otrzymało 7 niezagospodarowanych jeszcze włók gruntów. Uposażenie było przeznaczone na utrzymanie nauczyciela i miało przyciągnąć dobrze wykształconego nauczyciela . Nauczyciel miał być wybierany przez starostę spośród czterech kandydatów, wskazanych przez obywateli miasta . Budynek szkolny, umieszczony na placu przy cmentarzu, był skromny (nie posiadał dodatkowego podwórka ani ogródka) . Do XX wieku budynek był kilkukrotnie niszczony (m.in. w pożarach w 1639 i 1656) i odbudowywany . W 1770 do szkoły uczęszczało 46 uczniów, w 1781 – 14, zaś w 1782 – 42 .
W okresie swego największego rozkwitu miasto, wraz z przyległymi koloniami, po których do dzisiaj zachowały się nazwy Filipów II, Filipów III, Filipów IV, liczyło około 6000 mieszkańców . Trzon populacji stanowili osadnicy z Mazowsza, którzy zasiedlili opustoszałe po krzyżackiej eksterminacji ziemie Jaćwingów, chociaż byli również osadnicy innych narodowości.
U zarania swego istnienia Filipów stanowił ośrodek arian (braci polskich) w Wielkim Księstwie Litewskim . Starosta Krzysztof Morsztyn gościł tu Fausta Socyna, włoskiego teologa, twórcy socynianizmu. W 1594 Krzysztof Morsztyn założył w Filipowie zbór ariański. Od założenia zboru do 1610 jego przełożonym i kaznodzieją był Jan Völkel, zaś w 1609 kaznodzieją był Andrzej Wiszowaty senior  . W 1608 w Filipowie urodził się najwybitniejszy myśliciel arianizmu, Andrzej Wiszowaty, syn Stanisława Wiszowatego i Agnieszki Socyn . Po opuszczeniu funkcji starosty przez Krzysztofa Morszyna w 1623 arianizm w Filipowie zaczął zanikać .
Rozwój Filipowa został zahamowany na skutek zarazy w latach 1624–1626 oraz pożaru w 1635. Kolejne zniszczenia przyniosła przegrana przez wojska polskie bitwa pod Filipowem w 1656 w czasie potopu szwedzkiego oraz kolejne zarazy w 1657 i 1661.
Pod koniec XVII w. powstał w Filipowie drugi kościół katolicki, zbudowany dla osadników z Europy Zachodniej. Pierwsi osadnicy przybywali z Holandii, stąd dzielnicę, w której osiedli, nazywano Holendry lub Olendry (pozostałością jest dzisiejsza ulica Olendry), później jednak osiedlali się głównie katolicy uchodzący z Niemiec. Wybudowana świątynia nosiła wezwanie św. Wawrzyńca. Fundację kościoła zatwierdził sejm 1683. Drewniany kościół, w którym za zgodą biskupa wileńskiego Konstantego Kazimierza Brzostowskiego można było odprawiać mszę w języku osadników, mieścił się na wzgórzu „Wawrzonek” za rzeką Filipówką. W późniejszym czasie osadnicy rozproszyli się, zaś kościół został rozebrany lub spłonął.
Pozostałością po olędrach jest charakterystyczna zabudowa – domy z wysokimi dachami oraz skoncentrowanie pomieszczeń o różnych funkcjach w jednym budynku (mieszkanie, stodoła, obora), a także budynki ustawione względem siebie pod pewnym kątem i pozostające pod wspólnym dachem.
W XVIII w. Filipów wyróżniał się na tle innych miejscowości regionu liczbą spraw prowadzonych w sądzie w Grodnie . Pozwy kierowane były przeciw innym mieszczanom, staroście, wójtowi, dzierżawcom odleglejszych majątków . Większa świadomość prawna mieszkańców Filipowa i tendencja do dochodzenia praw na drodze sądowej mogła być pokłosiem sporów toczonych w Filipowie na przełomie XVI i XVII w. między arianami a katolikami .
W drugiej połowie XVIII wieku handlem zajmowali się głównie Żydzi . Akta najbliższej komory celnej w Augustowie z lat 1763–1767 notują przejazdy z Filipowa wyłącznie kupców żydowskich, z których tylko jeden prowadził handel na większą skalę (50 krów) . Charakterystycznym towarem pochodzącym z Filipowa były butelki i szklanki oraz kapelusze proste .
W XVIII w. na teren gminy Filipów zaczęła napływać kolejna fala osadników niemieckich, tym razem wyznania ewangelickiego z Prus, a także Rosjanie-staroobrzędowcy.

## Zabory
Po ostatnim rozbiorze Filipów znajdował się kolejno w zaborze pruskim, Księstwie Warszawskim (od 1807) i Królestwie Polskim (od 1812). W lipcu 1807 do Filipowa wkroczyły wojska wchodzące w skład dywizji dowodzonej przez Jana Henryka Dąbrowskiego .
W 1799 Filipów liczył 802 mieszkańców, wśród których było 38 rzemieślników (1 rzemieślnik na 21 mieszkańców), zaś liczba domów wynosiła 219 . W 1827 Filipów zamieszkiwało 2325 osób w 323 domach. W 1861 Filipów liczył 2551 mieszkańców (w tym 812 Żydów) i 291 dymów, zaś w 1881 – 2247 mieszkańców. W 1907 Filipów zamieszkiwało 2529 osób, w tym 895 Żydów (35,6% mieszkańców), 354 mariawitów, 103 luteran i 28 prawosławnych . W 1840 przy ul. Garbarskiej powstała synagoga, zaś obok niej dom modlitwy i mieszkanie rabina. Funkcjonował także cmentarz żydowski.
W XIX wieku Filipów był ośrodkiem przemysłu włókienniczego . Stanowił także ruchliwy punkt graniczny (dzięki eksportowi towarów do Prus). W 1870, dokładnie 300 lat po otrzymaniu praw miejskich, ze względu na swoje niewielkie rozmiary został zdegradowany do statusu wsi przez władze carskie. W czasach carskich w Filipowie mieścił się II okręg sądowy, któremu podlegały gminy Przerośl, Czostków, Wólka i Filipów, a także agencja pocztowa i apteka . W 1853 miasto posiadało jedną sikawkę strażacką . W XIX w. liczba uczniów w szkołach początkowych wynosiła: w 1838 – 22, w 1850 – 14, w 1860 – 51 . Ogólnie w XIX w. Filipów, podobnie jak inne miejscowości Suwalszczyzny (poza Suwałkami, Augustowem i Sejnami), przeżywał okres stagnacji .
Około roku 1904/1905 Józef Hrynkiewicz, ówczesny wikary tutejszej katolickiej parafii Wniebowzięcia Najświętszej Maryi Panny, zaczął wygłaszać kazania nawiązujące do mariawityzmu i postaci Feliksy Kozłowskiej . Następnie z częścią parafian utworzył parafię mariawicką, która około 1909 liczyła 450–600 wiernych . W latach 1910–1912 ukazywało się w Filipowie czasopismo mariawitów w języku litewskim pt. „Marijavitas” będące tłumaczeniem na litewski czasopisma „Mariawita” i redagowane przez Józefa Hrynkiewicza.

## I wojna światowa
W początkach I wojny światowej w latach 1914–1915, gdy na Suwalszczyźnie toczyły się intensywne walki, Filipów został dość mocno zniszczony – spłonęły zabudowania w 62 gospodarstwach, zaś w całej gminie Filipów poszkodowanych było 270 rodzin. Filipów został zajęty przez Niemców już 12 września 1914, jednak w listopadzie 1914 Niemcy wycofali się z Suwalszczyzny do Prus. Ostatecznie cała Suwalszczyzna znalazła się pod okupacją niemiecką latem 1915 (włączona pod zarząd Ober-Ost) i pozostawała tam aż do sierpnia 1919.

## II Rzeczpospolita
W 1921 Filipów liczył 259 domów i 1554 mieszkańców (w tym 280 Żydów, 97 ewangelików, 6 prawosławnych i 156 chrześcijan innego wyznania, głównie mariawitów).
W okresie międzywojennym stacjonował w miejscowości komisariat Straży Granicznej, ulokowana była placówka Straży Celnej „Filipów” oraz posterunek policji, obsadzony przez 1 oficera, 1 sierżanta i 3 szeregowych.
W mieście odbywały się targi i jarmarki, przyciągające również mieszkańców pobliskich niemieckich wsi w Prusach Wschodnich . Z racji bliskości granicy niemieckiej w rejonie Filipowa odbywał się przemyt towarów (przemycano m.in. kamienie zapałowe i rowery).
W 1930 odsłonięty został przy Rynku pomnik Józefa Piłsudskiego, ufundowany przez środowisko suwalskiego batalionu KOP . Pod koniec lat 30. działająca w Filipowie Liga Morska i Kolonialna liczyła około 50 członków .

## II wojna światowa
Bezpośrednio przed wybuchem II wojny światowej rejon Filipowa zabezpieczany był przez 2 Pułk Ułanów Grochowskich . 1 września 1939 miejscowość została ostrzelana przez Niemców ogniem artyleryjskim, w wyniku czego zginęło 3 cywilów . Ponownie Filipów został ostrzelany 4 września, co spowodowało wiele pożarów i zmusiło załogę straży granicznej do wycofania się . Na początku grudnia 1939 wysiedlono do Suwałk wszystkich Żydów z Filipowa, zaś 8 grudnia przetransportowano ich do Generalnego Gubernatorstwa . W czasie II wojny światowej Filipów został w 90% zniszczony.